# Thomas Röpke
Thomas Röpke (* 6. April 1934 in Bremen; † 18. März 2022) war ein deutscher Arzt, der sich neben seiner ärztlichen Tätigkeit herausragende Verdienste im sozialen Bereich erwarb.

## Leben
Thomas Röpke war der Sohn des Landarztes und Chirurgen Eduard Röpke und seiner Ehefrau Waltraud Röpke. Er besuchte die Grundschule in Thedinghausen. Nach dem Abitur 1952 am Alten Gymnasium in Bremen nahm er das Medizinstudium in Würzburg auf, setzte es in Freiburg fort und schloss mit Staatsexamen und Promotion in Hamburg ab. Nach der Approbation 1960 begann Röpke seine berufliche Laufbahn am St. Jürgen Krankenhaus in Bremen (heute: Klinikum Bremen-Mitte), in der Kinderchirurgie. Dieses Fachgebiet faszinierte ihn so stark, dass er es auf Anraten seines Lehrers Fritz Rehbein am Children’s Hospital in Philadelphia/USA weiter vertiefte.
Nach seiner Rückkehr übernahm Röpke 1967 die väterliche Allgemeinarztpraxis und gleichzeitig die ärztliche Leitung des Kreiskrankenhauses Thedinghausen (bis zu dessen Schließung 1993). Nach Schließung des Krankenhauses gründete er in Eigeninitiative einen Rettungsdienst.
Thomas Röpke war ab 1968 verheiratet mit Sigrid Röpke, selbst auch Ärztin. Er hatte mit ihr drei Söhne.
1993 erhielt er die Ehrenplakette der Ärztekammer Niedersachsen.
2002 übergab Röpke seine Praxis seinem Sohn Matthias Röpke, der diese nunmehr in vierter Generation führt.
Anschließend leistete Thomas Röpke ehrenamtlichen ärztlichen Dienst im Rahmen eines Projekts des von der deutschen Industrie getragenen und von der Bundesregierung geförderten Senior Expert Service (SES) in Tansania. Bei mehreren Einsätzen als Chirurg im Marangu-Hospital, einem Buschkrankenhaus am Kilimandscharo, konnte er die Qualifikation der dortigen Ärzte und des Pflegepersonals verbessern, insbesondere in der Geburtshilfe (Einführung der Methode nach Misgav-Ladach beim Kaiserschnitt). Zum Dank bekam er von der Bevölkerung den Ehrentitel Babu Msungu (in Bantusprache = weißer Großvater).

## Soziales und kommunalpolitisches Engagement
1980 gründete Röpke, dem Reiten ein wichtiges Hobby war, unter dem Dach des Reitvereins Thedinghausen (dessen Vorsitzender er von 1997 bis 2003 war) eine therapeutische Reitgruppe für behinderte Kinder, die er viele Jahre betreute.
Große Verdienste machte er sich auch bei der Einführung eines flächendeckenden und beispielgebenden Rettungsdienstes (Rendezvous-System) in der Region, wobei er selbst Notarzt war.
In der Kommunalpolitik der Gemeinde Thedinghausen und der Samtgemeinde Thedinghausen war er als Mitglied im Rat von 1972 bis 1993 in vielen Ausschüssen – so ständig im Schulausschuss – tätig. Er ist Mitglied der CDU.
Für sein herausragendes ehrenamtliches Engagement im sozialen Bereich erhielt Thomas Röpke 2011 das Verdienstkreuz am Bande des Verdienstordens der Bundesrepublik Deutschland.